# Rivière Buron
Pour les articles homonymes, voir Buron (homonymie).
La rivière Buron est un tributaire du littoral nord du Lac aux Feuilles lequel se connecte à la baie d'Ungava. La rivière Buron coule dans le territoire non organisé de la Rivière-Koksoak, de la région du Kativik, situé dans la région administrative du Nord-du-Québec, au Québec, au Canada.

## Géographie
Les principaux bassins versants de la rivière Buron sont : 
- côté nord : rivière Saint-Fond, lac Troie ;
- côté est : baie aux Baleines ;
- côté sud : ruisseau Iqalunnaviit, lac Mannic, rivière Mannic, lac aux Feuilles ;
- côté ouest.

La partie supérieure de la rivière Buron débute a l'ouest du lac Troie (altitude : 233 m) qui fait partie du bassin versant de la rivière Saint-Fond. Dans cette zone géologique, l'écorce terrestre semble avoir été fendillée, formant divers plans d'eau en lignes parallèles dans le sens nord-sud, et entrecoupés par d'autres lignes de plan d'eau.
La rivière Buron coule vers le sud-est, puis 33,5 km vers l'est jusqu'à la rive ouest du lac Monnet (altitude : 117 m) qu'elle traverse sur 5,0 km vers le sud-est. Ce lac reçoit par le nord les eaux de la décharge du lac André (altitude : 120 m). À partir de l'embouchure du lac Monnet, la rivière Buron coule sur 14,1 km vers le sud-est en traversant plusieurs rapides et en recueillant la décharge (venant du sud-ouest) du lac Monique, jusqu'à son embouchure.
La rivière Buron se déverse sur une longue grève (à marée basse), au fond d'une baie voisine de la baie Tulagiaq, sur la rive ouest de la baie aux Baleines, laquelle fait partie du littoral nord du lac aux Feuilles.

## Toponymie
Le terme Buron constitue un patronyme de famille d'origine française.
Le toponyme Rivière Buron a été officialisé le 5 décembre 1968 à la Commission de toponymie du Québec.